# Прованс (линеен кораб, 1913)
Прованс (на френски: Provence) е френски линеен кораб. Последният в серията от три френски линейни кораби от 1910-те години. Независимо от своята класификация като свръхдредноути, всички кораби от серията „Бретан“ по своите размери не превъзхождат предшестващия тип „Курбе“, страдайки от същите ограничения, наложени от възможностите на наличните във френските военноморски бази докове.
Кръстен е в чест на френския регион Прованс.

## Строителство
Корабът е заложен на 1 май 1912 г., спуснат е на вода на 20 април 1913 г. Влиза в състава на флота на 1 март 1916 г.

## История на службата
„Прованс“ преминава службата си във френския средиземноморски флот в качеството на флагман.
По време на Първата световна война линкорът се базира в Корфу, блокирайки Австро-унгарския флот в Адриатическо море, но не води бойни действия.
През юни 1919 г. на кораба избухва метеж, едно от многото черноморски въстания.
След войната корабът извършва плавания и учебни маневри в Средиземно море и Атлантическия океан. Той участва в патрулирането на крайбрежието по време на испанската гражданска война.
„Прованс“ преминава модернизации през 1920-те и 1930-те години.
През първата година на Втората световна война „Прованс“ провежда патрулирания в Атлантика, в търсене на немски подводници.
Линкорът се намира в Мерс ел-Кебир, когато Франция претърпява поражение и сключва примирието с Германия от 22 юни 1940 г.
Опасявайки се, че немците ще получат френския военноморски флот, британският Кралски флот напада Мерс ел-Кебир. В хода на нападението „Прованс“ е повреден и се изхвърля на плиткото, след ремонт той повторно влиза в строй и преминава в Тулон, където става флагман на учебното подразделение на флота.
В края на ноември 1942 г. немците превземат Тулон и за да се предотврати пленяването на флота, французите унищожават своите кораби, включая „Прованс“.
Частично разкомплектован на място, неговите останки са извадени през юли 1943 г., оръдията на „Прованс“ се използват за брегова отбрана.
В крайна сметка „Прованс“ е потопен през 1944 г.
Останките на кораба са извадени през април 1949 г. и са продадени за метал.